# ثويني بن غانم
الأمير الشريف ثويني بن غانم المشهداني الحسيني يعد المؤسس الفعلي للإمارة الغانمية وأحد أهم الشخصيات في بادية الشام.
الأمير الشريف ثويني بن غانم المشهداني الحسيني الهاشمي الحاكم الثاني للإمارة الغانمية والمؤسس الفعلي للدولة، يعود نسبه إلى عشيرة المشاهدة حارب الترك وطردهم من الجزيرة الفراتية واستقل بدولته بعد تأسيسها وضم العديد من المناطق لنفوذه حتى وصل إلى جبل شمر وعجلون الأردنية والموصل وبادية حمص في سوريا.

## ذريته
تنقسم ذريته إلى عدة أفخاذ من آل غنام هم 
1_ ال رشو
2_ ال عبيد
3_ ال جويد
4_ ال سويد
5_ ال درويش
6_ ال شهاب
7_ ال جنيد
8_ الظواهرة

## النسب
ثويني بن غانم بن جابر بن حسين بن مطر بن قاسم بن حسين بن غنام بن محمد بن حمد بن غنيمة «علي» بن عبد الله بن محمد بن مسلم بن منصور بن مسلم ابن أبو بكر ابن إبراهيم ابن أبو بكر ابن إبراهيم ابن إسماعيل بن جعفر بن إسماعيل بن يعقوب بن علي بن محمد بن عبد الله بن علي بن جعفر الزكي بن علي الهادي بن محمد الجواد بن علي الرضا بن موسى الكاظم بن جعفر الصادق بن محمد الباقر بن علي زين العابدين بن الحسين بن علي بن أبي طالب.